# 馬塞洛·梅洛
馬塞洛·皮涅罗·达维·德梅洛（葡萄牙語：Marcelo Pinheiro Davi de Melo，1983年9月23日—），巴西男子職業網球運動員。
梅洛專注於雙打方面，曾與同胞安德烈·薩合作，他們在2007年有突出的表現，於溫布頓網球錦標賽曾打入雙打四強，於美國網球公開賽雙打八強。
另外在2009年法國網球公開賽與美國女將金久慈合作，闖入混合雙打決賽，並奪得混雙亞軍。

## 外部連結
- 馬塞洛·梅洛（英文/西班牙文）的官方資料
- 馬塞洛·梅洛的國際網球總會 職業／青少年 官方資料（英文）
- 馬塞洛·梅洛的官方資料（英文）